# Расизм в России
Расизм в России — проявление расизма жителями России по отношению к представителям других рас или этнических групп.
В России действия, направленные на возбуждение ненависти или вражды по признакам расы, национальности, религии и др., запрещены в Конституции и Уголовном кодексе.
Правительство России утверждает, что прикладывает значительные усилия для борьбы с этим явлением, но критики считают эти усилия недостаточными.